# El mundo contra mí
 El mundo contra mí  es una película de Argentina filmada en colores dirigida por Beda Docampo Feijóo sobre su propio guion escrito en colaboración con Daniela Bajar que se estrenó el 19 de septiembre de 1996 y que tuvo como actores principales a Paulina Rachid, Luis Brandoni, Mirta Busnelli e Irma Córdoba.

## Sinopsis
Una adolescente con sobrepeso cuenta a una cámara de video que se suicidará en tres días si antes no le pasa algo que la conmueva.

## Reparto
- Paulina Rachid
- Luis Brandoni
- Mirta Busnelli
- Irma Córdoba
- Daniel Fanego
- Jorge Marrale
- Carolina Papaleo
- Pablo Rago
- Gustavo Garzón
- Magalí Moro
- Gloria Carrá
- Victoria Onetto
- Mauricio Dayub
- Maurice Jouvet
- Alejandro Gance
- María Lepret
- Hernán Jiménez… chico procaz
- Ezequiel Rodríguez
- Carlos Santamaría
- Luis Sabatini… seguridad
- Valeria Lorca

## Comentarios
AR en El Amante del Cine  escribió:

«Única excepción: el esmerado esfuerzo de Paulina Rachid para salir a flote. Lo consigue y todo lo demás se hunde.»

Sergio Wolf en Film escribió:

«El director fatiga lugares comunes sobre ‘toda’ la juventud: nadie comprende a los que son ‘distintos’ y en particular los malos y ciegos adultos, la mayoría de los jóvenes está en dsctecas –que para Docampo Feijóo son sinónimo de vulgar frivolidad- o pensando en su belleza o en la música.»

Claudio España en La Nación opinó:

«un muestrario simpático, elocuente y contemporáneo de los modos de ser de los argentinos de hoy… hábil guion… un muestrario de los usos y costumbres verbales de la juventud porteña y de los alrededores de estos días… La joven Paulina Rachid —Florencia— es buena en lo suyo y tiene mucho encanto… un Luis Brandoni frenético, de respuesta rápida y mordacidad amarga… Mirta Busnelli… lo más insólito y espontáneo del elenco… Beda Docampo Feijóo… se expresa mediante un academicismo subrayado en el cuidadoso manejo de los encuadres, en… un guion trabajado hasta la médula, y en el dibujo humano de un mundillo burgués que conoce y al que describe desde la ironía, pero sin acentuar los matices satíricos,… Un regalo para el buen gusto es volver a ver en la pantalla grande a Irma Córdoba, en el papel de la abuela, una actriz que cuenta los momentos desprejuiciados y bien vividos de su larga vida.»

Diego Lerer en Clarín dijo:

«Dramáticamente atractiva, situaciones potencialmente interesantes y una muy convincente Paulina Rachid en su debut cinematográfico.»

## Premios
Asociación de Cronistas Cinematográficos de la Argentina
- Paulina Rachid ganadora del Premio Cóndor de Plata 1997 a la Mejor Revelación Femenina.